# Becard caragroc
El becard caragroc (Pachyramphus xanthogenys) és un ocell de la família dels titírids (Tityridae). Es troba distribuït de forma fragmentada a Equador i Perú. Els seus hàbitats són els matollars i boscos tropicals i subtropicals de frondoses humits de les terres baixes i els boscos molt degradats. El seu estat de conservació es considera de risc mínim.